# François de Montmorency-Laval

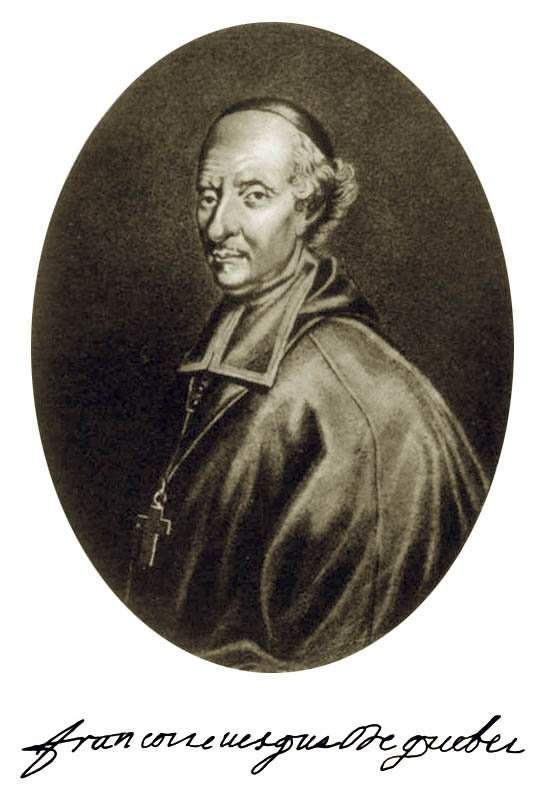
François de Montmorency-Laval

Wappen der Montmorency-Laval

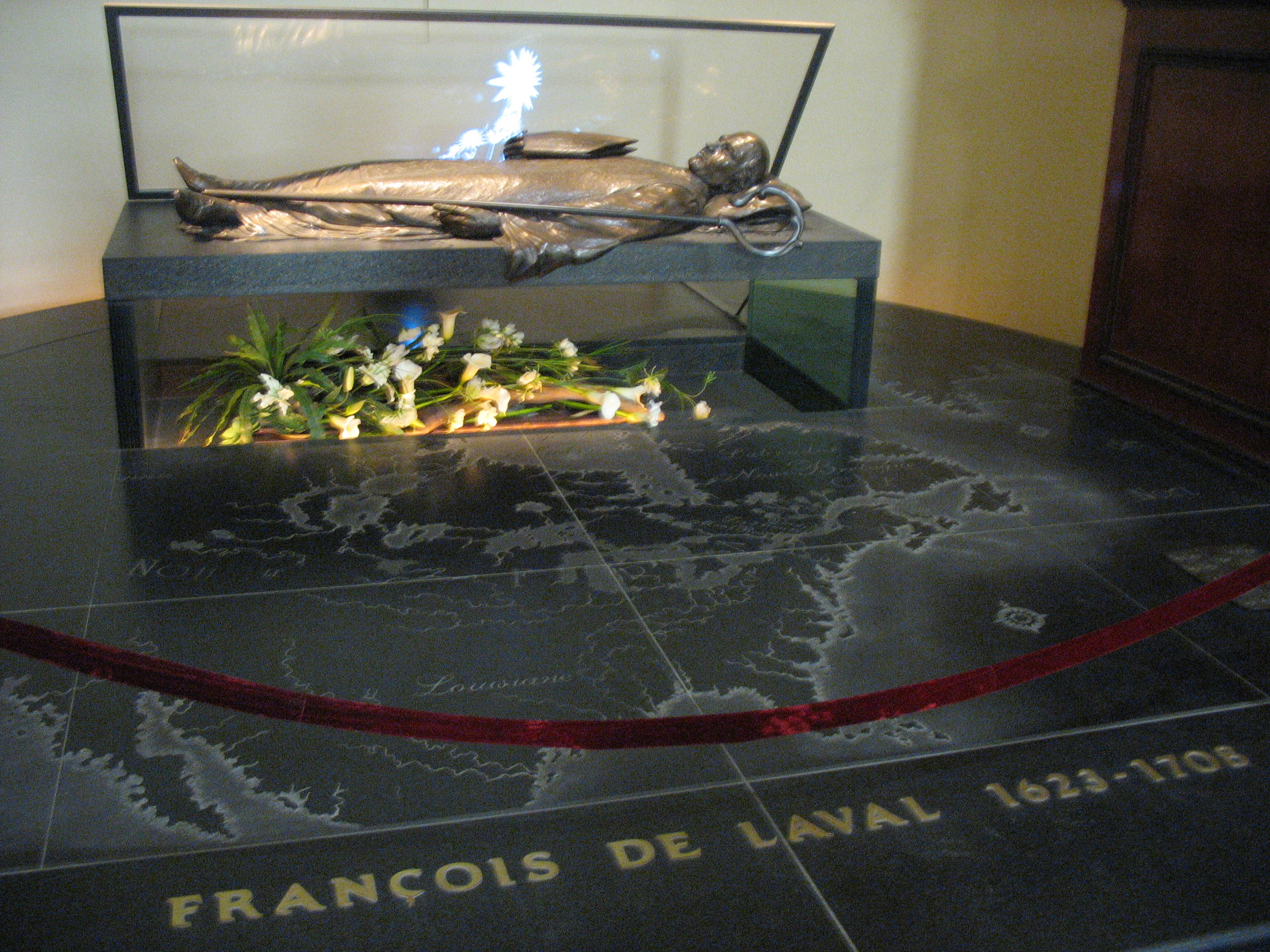
Grab des Bischofs in Notre-Dame de Québec

François de Montmorency-Laval (* 30. April 1623 in Montigny-sur-Avre bei Chartres; † 6. Mai 1708 in Québec), aus der Linie Laval der französischen Familie Montmorency, war der erste katholische Bischof der 1674 eingerichteten Diözese Québec, der ältesten Diözese in der Neuen Welt nördlich von Mexiko. Er war der Sohn von Hugues de Montmorency-Laval, Gutsherr von Montigny, und Michelle de Péricard. Der Geistliche unterschrieb stets nur mit dem Namen François de Laval und führte selbst nie den Namen Montmorency. Er wird in der katholischen Kirche als Heiliger verehrt.

## Biografie
François de Laval wurde zum apostolischen Vikar von Neufrankreich gewählt und kam am 16. Juni 1659 in Québec an, nachdem er am 8. Dezember 1658 in der Abtei Saint-Germain-des-Prés zum Titularbischof von Petra in Palaestina geweiht worden war. Am 26. März 1663 gründete er La communauté des prêtres du Séminaire de Québec („Die Gemeinschaft der Priester des Seminars von Québec“), aus dem das Grand Séminaire de Québec hervorging. 1668 eröffneten sie einen Wohnkomplex für die zukünftigen Priester, Le Petit Seminaire de Québec, aus dem nach der britischen Eroberung 1765 ein öffentliches College wurde.
Er war ein unermüdlicher Geistlicher. Unter sehr schwierigen Bedingungen unternahm er drei Reisen nach Frankreich. Er wanderte im Kanu, zu Fuß und auf Schneeschuhen seine ganze Diözese ab, die sich von den Ufern des Sankt-Lorenz-Stroms bis nach Akadien und bis zum Mississippi erstreckte, um die Leute vor Ort zu besuchen. Er kümmerte sich dabei auch speziell um die Indianer, deren Würde er verteidigte, indem er sich den Kaufleuten entgegenstellte, die ihnen Alkohol (Eau de vie) gaben, um sie anschließend auszunutzen.
Zwei Mal, im Jahr 1663 und im Jahr 1682, war er provisorischer Generalgouverneur von Neufrankreich. Er starb am 6. Mai 1708 und wurde in der Basilika Notre-Dame de Québec, an der sich sein Bischofssitz befand, beigesetzt.
François de Laval wurde am 22. Juni 1980 von Papst Johannes Paul II. seliggesprochen. Am 3. April 2014 nahm ihn Papst Franziskus in das Verzeichnis der Heiligen der Katholischen Kirche auf.
Die kanadische Bundesregierung, vertreten durch den für das Historic Sites and Monuments Board of Canada zuständigen Minister, ehrte Laval am 29. Mai 1972 für sein Wirken und erklärte ihn zu einer „Person von nationaler historischer Bedeutung“. Außerdem ist er der Namensgeber der Stadt Laval und der Laval-Universität in Québec. François de Laval war das Vorbild für die gleichnamige Figur in Willa Cathers Roman Shadows on the Rock, New York 1931 (deutsch: Schatten auf dem Fels. Zürich 1956).